# Kashmiri
Kashmiri är ett dardiskt språk inom den indoariska språkfamiljen, som talas i det indiska unionsterritoriet Jammu och Kashmir och i näraliggande områden i grannlandet Pakistan.
Totalt beräknas 7 147 587 människor tala språket (2011). Grundordföljden är subjekt-verb-objekt (SVO), som i svenska och engelska, men Kashmiri är också ett V2-språk, återigen liksom svenska (men inte engelska). Språket har lånat ganska mycket från persiska, sanskrit och punjabi.
Kashmir delas i sex olika huvuddialekter. Språket anses vara livskraftigt. Dess närmaste släktspråk är bl.a. khowar och khah.
Språket kan skrivas med persiska och latinska alfabetet men också med devanagari.

## Fonologi

### Konsonanter
|             |             | Labial | Dental | Retroflex | Palatal  | Velar  | Glottal |
| ----------- | ----------- | ------ | ------ | --------- | -------- | ------ | ------- |
| Nasal       | Nasal       | m      | n      |           |          |        |         |
| Klusil      | Norm.       | p \| b | t \| d | ʈ \| ɖ    |          | k \| g |         |
| Klusil      | Asp.        | pʰ     | tʰ     | ʈʰ        |          | kʰ     |         |
| Affrikata   | Norm.       |        |        |           | t͡ʃ \| d͡ʒ |        |         |
| Affrikata   | Asp.        |        |        |           | t͡ʃʰ      |        |         |
| Frikativ    | Frikativ    |        | s \| z |           | ʃ        |        | h       |
| Lateral     | Lateral     |        | l      |           |          |        |         |
| Tremulant   | Tremulant   |        | r      |           |          |        |         |
| Approximant | Approximant | w      |        |           | j        |        |         |

Källa:

### Vokaler
|              | Främre | Central | Bakre |
| ------------ | ------ | ------- | ----- |
| Sluten       | i      | ɨ       | u     |
| Mellansluten | e      | ə       | o     |
| Mellanöppen  |        | ə       | ɔ     |
| Öppen        |        | a       |       |

Källa: